# Phu Bia
Der Phu Bia (laotisch: ພູເບັ້ຍ, auch Phou Bia geschrieben) ist mit ca. 2850 Metern Höhe der höchste Berg im südostasiatischen Laos. Er befindet sich im Truong-Song-Gebirge und liegt am Südrand des Xieng Khouang-Plateaus mit der Ebene der Tonkrüge. Die Gegend um den Berg liegt in einem dichten Dschungelgebiet und ist schwer zu erreichen. 
Nach dem Ende des Vietnamkriegs 1975 flüchteten zirka 60.000 Mitglieder der Minderheit der Hmong in das schwer zugängliche Gebiet und leisteten über Jahrzehnte Widerstand gegen die neue kommunistische Regierung. Viele der Flüchtlinge dienten im Vietnamkrieg als Söldner für das amerikanische CIA, viele von ihnen in der geheimen US-Basis Militärflugplatz Long Tieng Code Name Lima Site 20A unter dem Kommando von Vang Pao. Der Berg und seine Umgebung wurden von der laotischen Regierung zum Sperrgebiet erklärt. Auch stellen Blindgänger von US-Bombenangriffen eine große Gefahr dar. Es gibt nur wenige Ausländer, die den Berg in den letzten 40 Jahren bestiegen haben. Es gibt aber Pläne dies zu ändern.